# شار كالي شاري
شار كالي شاري (ملك الملوك) هو خامس ملوك الإمبراطورية الأكدية.

## حياته
حسب قائمة الملوك السومريين هو ابن الملك نرام سين تولى الحكم في سنة 2218 ق م خلفا لوالده واستمر حكمه لمدة 24 سنة أو 25 سنة إلى حوالي سنة 2100 ق م، كثرت الحروب ضده في من القبائل الكوتية ومن القبائل الأمورية وكذلك ضد عيلام , و كذلك قام بإنشاء المعابد في مدن بابل ونيبور لكن بعد ذلك بفترة قصيرة لم يتمكن العلماء متى توفي شار كالي شاري ومن خلفه من أبنائه فقد ظهرت أسماء كاجيجي وإمي ونانوم ويولو فقد حكم هؤلاء الملوك خلال 3 سنوات إلى أن تولى الملك دودو (ملك) والذي حكم لمدة 21 سنة.